# Poul Cadovius
Poul Cadovius (27. september 1911 på Frederiksberg – marts 2011) var en dansk møbelarkitekt og fabrikant.
Han var søn af Nikolaj Cadovius (død 1949) og hustru Agnes f. Jensen (død 1972) og oprettede i 1945 møbelfabrikationsfirmaet Royal System, der havde fabrikker i Danmark og egne afdelinger og licensfabrikker i udlandet. Han har været formand for bestyrelsen for Cado Center A/S, Cadomus A/S, France & Søn A/S, Royal System A/S, system abstracta a/s; medl. af bestyrelsen for Royal System AB, Stockholm, Royal System Poul Cadovius KG, Düsseldorf, Royal System vi Poul Cadovius G.m.b.H., Wien, Royal System, Inc., New York, Royal System, Oslo, Euroart S.A., Barcelona, Cado Furniture (U.K.) Ltd., London, La Boutique Danoise, Paris.
Han var designer af Royal System, System Ultra, System Cado, system abstracta, Cadomus, mm. og vandt guldmedalje på Finlands Mässa 1950, sølvmedalje på den XI Triennale i Milano 1957, Landsforeningen Dansk Arbejde's initiativdiplom 1959, guldmedalje på den 10. Internationale
Opfindermesse i Bruxelles 1961 og Dansk Købestævnes årsmedalje. Som møbelarkitekt var han blandt de første, der arbejdede med plast. Han designede også de skalformede læskure til busstoppesteder.
Poul Cadovius fik 400 patenter, det sidste som 90-årig, og var arkitekten bag bl.a. Cirkelhuset i Hørsholm.